# Manfred Mautner Markhof senior
Manfred Viktor Maria Mautner Markhof (* 17. September 1903 in Floridsdorf; † 4. Jänner 1981 in Wien-Simmering) war ein österreichischer Unternehmer aus der Familie Mautner Markhof.

## Leben

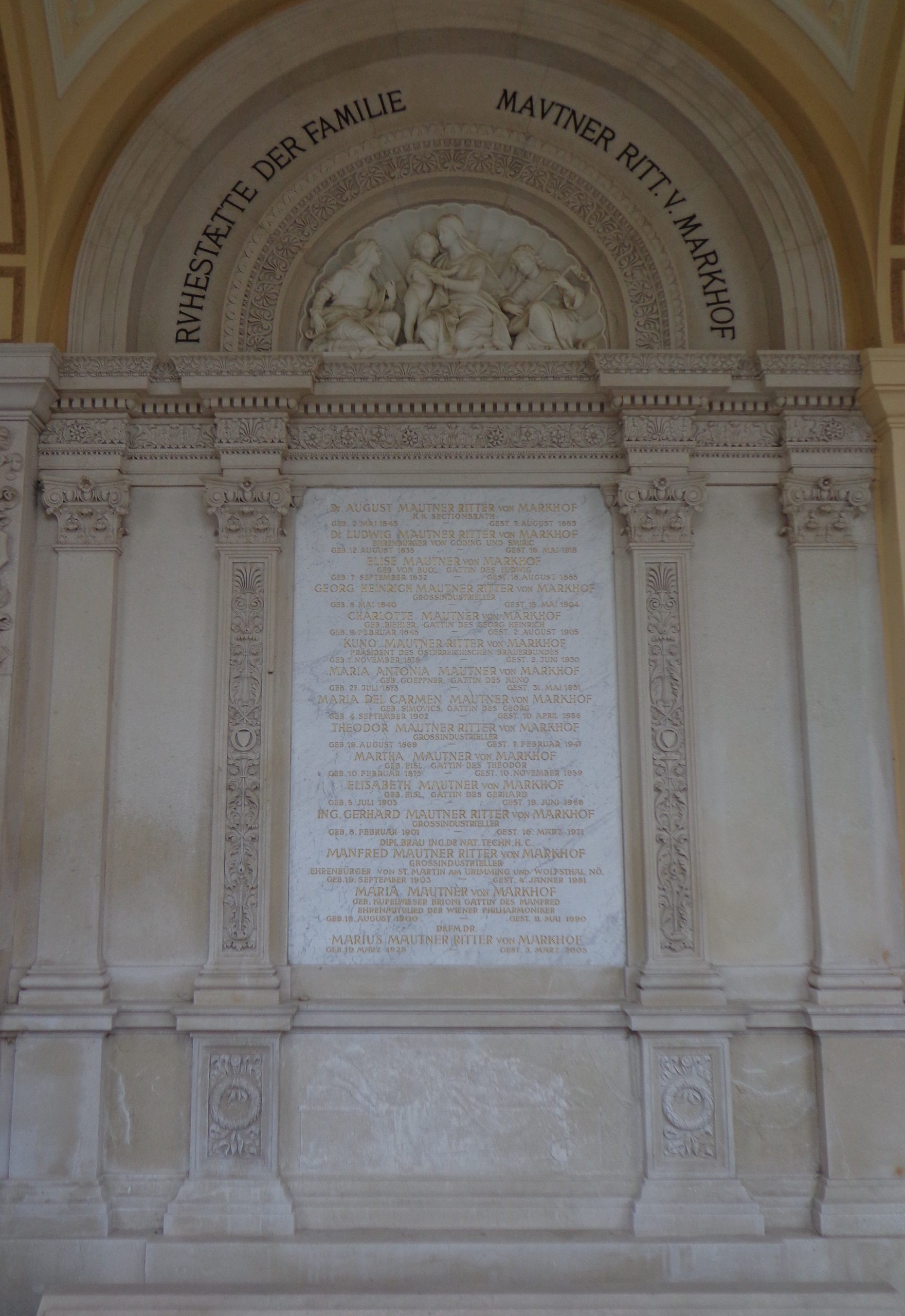
Ruhestätte der Familie Mautner Markhof auf dem Wiener Zentralfriedhof.

Als Urenkel des ursprünglich jüdischen Firmengründers Adolf Ignaz Mautner wuchs er auf dem Firmengelände der der Familie gehörenden und von Vater und Onkel geleiteten Brauerei zum St. Georg im bis 1904 eigenständigen Floridsdorf auf, welches in diesem Jahr nach Wien eingemeindet wurde. Mautner Markhof besuchte Volksschule und Realgymnasium in seinem Heimatbezirk. Das Studium an der TU Wien sowie der Brauereiakademie in Weihenstephan schloss er mit dem Grad eines Diplom-Brauingenieurs ab. Anschließend war er im Vorstand der Mautner Markhof AG tätig und führte das Unternehmen als „Viererzug“ gemeinsam mit seinem Bruder Gerhard sowie seinen Cousins Georg III. und Gustav, die Zusammenkünfte fanden im Grand Hotel statt.
Ab 1936 als Mitglied des Verwaltungsrates der Mautner Markhof Brauerei Schwechat AG verblieb er nach dem Anschluss Österreichs 1938 im Vorstand der Brauerei, die von der NSDAP 1940 zwangsweise zur „Brauerei Schwechat AG“ umgegründet und – unter massiver Beeinträchtigung der als „nicht arisch und nicht jüdisch“ geltenden Eigentümerfamilie Mautner Markhof – de facto arisiert wurde. Formell musste Mautner Markhof aus allen Funktionen ausscheiden. Um den Verkauf der Brauerei Schwechat zu erpressen, wurde Mautner Markhof (und sein Cousin Georg) zwei Mal durch die Gestapo festgenommen, Manfred Mautner Markhof befand sich u. a. von Mai bis Juni 1939 in Schutzhaft in Berlin. Erst seinem Freund Richard Strauss gelang es, am 11. Juni 1939 durch persönliche Intervention bei Goebbels zu erreichen, dass Manfred Mautner Markhof und sein Vetter Georg aus der bereits von Reinhard Heydrich persönlich angeordneten Überstellung ins Konzentrationslager Dachau (u. a. wegen „Zersetzung des deutschen Wesens“) freigelassen wurden. Er erwirkte somit zugleich deren Enthaftung von der Gestapo. Als sich Strauß nach dem Krieg in schwieriger Lage befand, setzte sich Markhof erfolgreich dafür ein, dass dieser 1947 die Staatsbürgerschaft Österreichs erhielt.
Manfred Mautner Markhof diente im Zweiten Weltkrieg ab 1941 als Kraftfahrer bei der Flugabwehr, wurde aber nach Intervention seiner Frau als für den Betrieb Unabkömmlich gestellt. Schon in den Kriegsjahren führte er de facto die Geschäfte der familiären Unternehmungen und übernahm 1945 im Alleingang die Unternehmensleitung.
Maßgeblich unter seiner Führung wurde nach dem Zweiten Weltkrieg ab 1945 die von Kriegsschäden schwer gezeichnete Brauerei Schwechat als auch das familiäre Unternehmen in Simmering wieder aufgebaut. Schon kurz nach Kriegsende stellte dieses Unternehmen wieder Hefe für die russische Besatzungsmacht her und braute am 28. Juni 1945 erstmals wieder Bier in Schwechat. Dies geschah unter großem persönlichen Einsatz, so tauschte er mit einem Schweizer Geschäftsmann ein Gemälde von Anthonis van Dyck gegen 96 LKW-Reifen, um den Fuhrpark der Brauerei wieder flott zu kriegen. Ab 1949 teilte er sich die Geschäftsführung mit seinem Cousin Georg III. Mautner Markhof und konstituierte den „Viererzug“ neu, dessen Sitzungen nun im Wiener Trabrennverein – dessen Vorstand er war – stattfanden.
1954 wollte er nach Einstellung des Programmes von Rot-Weiß-Rot den Sender übernehmen – Privatsender waren  damals aber noch nicht erlaubt, weshalb der Sender an den ORF ging.
Wirtschaftspolitisch war er von 1946 bis 1972 Vizepräsident der Industriellenvereinigung und hatte am Zustandekommen der fünf Lohn-Preis-Abkommen der Jahre 1947 bis 1951 großen Anteil. Zudem war er u. a. langjähriger Präsident des ÖAMTC und des ÖOC, Oberkurator der Ersten Österreichischen Sparkasse, Aufsichtsrat der Veitscher Magnesitwerke und galt durch sein vielfältiges Engagement als ein Paradebeispiel eines Multifunktionärs. Besonders verdient machte er sich als Vorsitzender des Verbandes Österreichischer Brauereien und Initiator der Versuchsstation für Gärungsgewerbe sowie der Fachrichtung für Gärungstechnik an der Universität für Bodenkultur, welche ihn 1947 mit dem Ehrendoktorat ausgezeichnete.
Sein missglücktes Telegramm an IOC-Präsident Avery Brundage über den drohenden Ausschluss von Karl Schranz von den Olympischen Winterspielen 1972 in Sapporo sorgte für einen Boykott von Mautner Markhof-Produkten. Daraufhin zog er sich verbittert aus dem operativen Geschäft zurück und überließ seinem Sohn Manfred Mautner Markhof jun. und seinem Neffen Georg IV. die Leitung des Konzerns. In den folgenden Jahren wehrte er sich gegen den Verkauf der Brauerei Schwechat, musste aber drei Jahre vor seinem Tod beim Verkauf an die Brau Union zustimmen.
Zeitweise galt Manfred Mautner Markhof als reichster Österreicher und war bis in die 1970er Jahre eine der einflussreichsten Persönlichkeiten des Landes. Er machte sich auch als Kunstmäzen einen Namen. Maler wie Ernst Fuchs, Arnulf Rainer und Friedensreich Hundertwasser wurden von ihm gefördert. Als Sammler unterstützte er auch z. B. seinen Freund Fritz Wotruba sowie Oskar Kokoschka und war Präsident der Wiener Konzerthausgesellschaft. Zu seinem engeren Bekanntenkreis zählten unter anderem Fritz Hochwälder, Heimito von Doderer, Friedrich Dürrenmatt, Paul Hindemith, Herbert von Karajan, Leonard Bernstein, Karl Böhm und Richard Strauss.
Sein Großneffe Georg IV. Mautner Markhof schilderte den mit einer mächtigen Statur und dem markanten Backenbart gekennzeichneten, mitunter dominant auftretenden „MMM“ in seiner Familienchronik einerseits als großes Vorbild, väterlichen Freund und Pater familias, andererseits auch als „Despot, der nur selten Widerspruch duldet“. Er soll zudem einem großen Nepotismus gehuldigt und in den Führungsgremien der Mautner Markhof-Unternehmen fast ausschließlich Familienmitglieder um sich geschart haben.
1981 starb Manfred Mautner Markhof bei einem Autounfall auf der Simmeringer Hauptstraße in Wien, als er (vermutlich) einem die Straße querenden Kind ausweichen wollte und mit seinem Wagen in ein entgegenkommendes Auto prallte.

### Privates
Manfred Mautner Markhof heiratete am 17. April 1926 auf Brioni Maria Kupelwieser (1900–1990), eine Urenkelin von Leopold Kupelwieser. Er war der Vater von Manfred Mautner Markhof junior, Christiana und Eleonore Mautner Markhof. Über seine Zwillingsschwester Getrud war Manfred Mautner Markhof zudem der Schwager des Historikers und Autors Egon Caesar Conte Corti.
Manfred Mautner Markhof galt als passionierter Jäger und besaß Jagdreviere in den Gemeinden St. Martin am Grimming und Wolfsthal, deren Ehrenbürger er war.

## Trivia
Aufgrund seines markanten, übrigens bereits von seinem Urgroßvater getragenen Backenbartes trug er den Spitznamen „Senf-Tegetthoff“. Mautner Markhof erwähnt in seinen Memoiren, dass John F. Kennedy anlässlich seines Wien-Besuches ihn aufgrund seines Backenbartes für ein Mitglied des ehemaligen Kaiserhauses gehalten habe und sich bei der Verabschiedung in Schloss Schönbrunn bei ihm für dessen Gastfreundschaft bedankte.
Durch die speziell in den 1950er Jahren sehr starke öffentliche Präsenz von „MMM“ und dessen Nimbus als Multifunktionär war dieser des Öfteren Zielscheibe bissiger Parodien, wie zum Beispiel durch den auch in der Statur ähnlichen Helmut Qualtinger. Dieser veröffentlichte in seinen mit Carl Merz verfassten Kabarettprogrammen unter anderem ein „Interview mit MMM“ und ahmte dabei die Mimik und Sprachweise von Mautner Markhof (in Schönbrunner Deutsch) gekonnt nach.

## Ehrungen
- 1959: Großes Verdienstkreuz mit Stern der Bundesrepublik Deutschland
- 1966: Großkreuz des Ordens für Verdienste um Landwirtschaft und Gewerbe
- 1969: Ehrenbürger der Universität Wien